# Operação Dominic

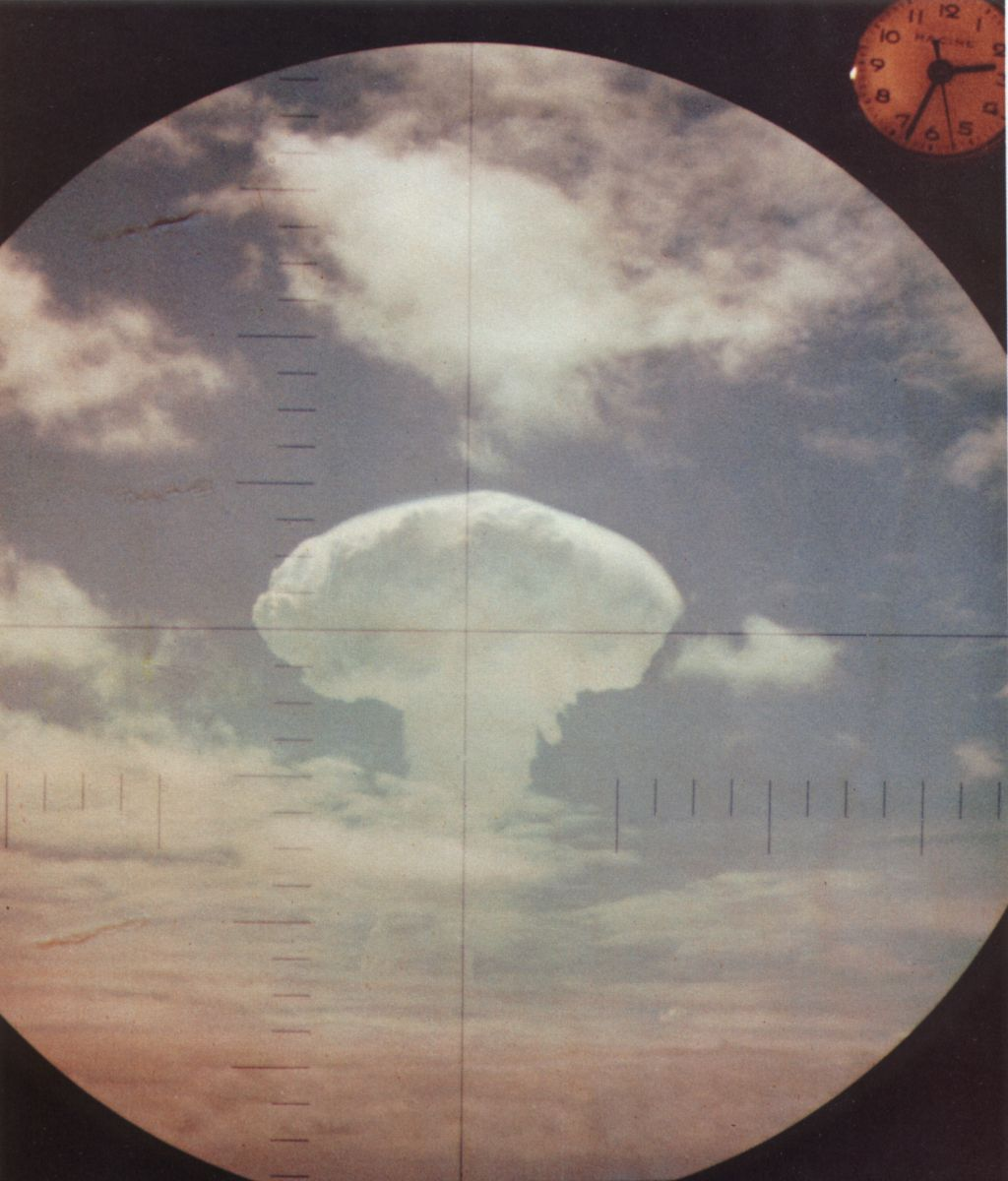
A explosão Frigate Bird, vista através do periscópio do USS Carbonero (SS-337)

Frigate Bird foi um teste termonuclear conduzido pelos Estados Unidos da América, detonado em 6 de maio de 1962 no Oceano Pacifico durante as operações Dominic 1 e 2 com o objetivo de retirar as dúvidas sobre os mísseis do pais, porém a ogiva usada foi modificada antes do teste, ele foi implantado em um míssil Polaris, rendeu 600 quilotons de TNT, a ogiva usada foi um W47, mais precisamente W47 Y1.